# 권성민
권성민(1979년 9월 10일 ~ )은 대한민국의 배우이다.

## 학력
- 서울예술대학교 방송연예과

## 출연작

### 영화
- 《두 여자》 (2010년) - 재희 역
- 《파괴된 사나이》 (2010년) - 이 형사 역
- 《아내가 결혼했다》 (2008년) - 성민 역

### 드라마
- 《싱글와이프》 (드라맥스 & UMAX, 2017년) - 윤과장 역
- 《하이드》 (2024년) - 검사 역

### 연극
- 《미남선발대회》 - 이도협 역

### 방송
- 《버저비터》 (2017년, tvN)

### 뮤직비디오
- 아웃사이더 - 외톨이
- 왁스 - 결국 너야
- 은지원 - 러브론
- 럼블피쉬 - 으랏차차